# Mont-Saint-Martin, Isère
Mont-Saint-Martin là một xã thuộc tỉnh Isère trong vùng Rhône-Alpes đông nam nước Pháp. Xã này nằm ở khu vực có độ cao trung bình 760 mét trên mực nước biển. Theo điều tra dân số năm 1999 của INSEE có dân số là 98 người.